# Апостольский нунций в Иордании
Апостольский нунций в Иорданском Хашимитском Королевстве — дипломатический представитель Святого Престола в Иордании. Данный дипломатический пост занимает церковно-дипломатический представитель Ватикана в ранге посла. Апостольская нунциатура в Иордании была учреждена на постоянной основе 6 апреля 1994 год. Её резиденция находится в Аммане.
В настоящее время Апостольским нунцием в Иордании является архиепископ Джованни Пьетро Даль Тозо, назначенный Папой Франциском 21 января 2023 года.

## История
Апостольская делегатура в Палестине, Трансиордании и Кипре была учреждена 11 февраля 1948 года, бреве «Supremi Pastoris» папы римского Пия XII.
Апостольская нунциатура в Иордании была учреждена 6 апреля 1994 года, бреве «Quo plenius confirmentur» папы римского Иоанна Павла II.

## Апостольские нунции в Иордании
- Джузеппе Ладзаротто — (23 июля 1994 — 11 ноября 2000 — назначен апостольским нунцием в Ирландии);
- Фернандо Филони — (17 января 2001 — 25 февраля 2006 — назначен апостольским нунцием на Филиппинах);
- Фрэнсис Ассизи Чулликатт — (29 апреля 2006 — 17 июля 2010 — назначен Постоянным наблюдателем Святого Престола при Организации Объединённых Наций);
- Джорджо Лингва — (4 сентября 2010 — 17 марта 2015 — назначен апостольским нунцием на Кубе);
- Альберто Ортега Мартин — (1 августа 2015 — 7 октября 2019 — назначен апостольским нунцием в Чили);
- Джованни Пьетро Даль Тозо — (21 января 2023 года — по настоящее время).